# Е. Б. Уайт
Елвин Брукс Уайт (на английски: Elwyn Brooks White) е американски журналист, сценарист, поет и писател, автор на произведения в жанра детска литература. Пише под псевдонима Е. Б. Уайт (на английски: E. B. White).

## Биография
Е. Б. Уайт е роден на 11 юли 1899 г. в Маунт Върнан, щат Ню Йорк, САЩ, шесто дете в семейството на Самюъл Уайт, производител на пиана, и Джеси Харт. Служи в армията през 1918 г. През 1921 г. завършва Университета „Корнел“ с бакалавърска степен по изкуства.
След дипломирането си работи като репортер към „United Press“ в Ню Йорк. В периода 1922-1923 г. е репортер към „Сиатъл Таймс“ в Сиатъл. В периода 1924-1925 г. е копирайтър към „Frank Seaman“ и „Newmark“ в Ню Йорк. От 1926 г. е колумнист и водещ редактор в „Ню Йоркър“. Колонката му „Talk of the Town“ бързо става популярна с личния си, директен стил, приятно чувство за хумор, размишления за градския живот, политиката и литературата. Пише също стихове, карикатурни надписи и кратки скици за списанието, с което спомагат за утвърждаването на интелектуалния му космополитен характер.
На 13 ноември 1929 г. се жени за Катарин Сърджънт, художествен редактор на „Ню Йоркър“. Имат три деца – Джоел, Нанси и Роджър. Съпругата му умира през 1977 г.
Първият му сборник с поезия, „The Fox of Peapack“, е публикуван през 1928 г. През 1929 г. съвместно с писателя Джеймс Търбър пише книгата „Необходим ли е сексът?“ за измамите на съвременните сексуални ръководства. В периода 1938 – 1943 г. води месечна колонка за селския живот в списание „Харпър“.
Първият му роман, „Стюарт Литъл“, е публикуван през 1945 г. Той е необикновена мишка, която живее с човешко семейство в Ню Йорк. Котката Сжежанка не го харесва и иска да го изгони от дома, а птицата Маргало става негов скъп приятел. Един ден тя изчезва и Стюарт предприема опасно приключение, за да я спаси. Романът става бестселър и го прави известен писател. През 1999 г. е екранизиран в едноименния филм, а през 2003 г. в телевизионен сериал. По героя на книгата са направени още няколко филмови продължения.
През 1952 г. е издаден романът му „Паяжината на Шарлот“, който разказва историята на паяка Шарлот и прасето Уилбър. Романът му донася медала „Нюбъри“, наградата „Люис Карол Шелф“, наградата на библиотечната асоциация и други отличия. През 1973 и 2006 г. е екранизиран в едноименни филми.
През 1970 г. е издаден романът му „Тромпетът на лебеда“, приказка за това как един мълчалив лебед се учи да свири на тромпет и става знаменитост. Романът също печели множество награди и през 2001 г. е екранизиран.
Романите му се считат за класика в детската литература. През 1948 г. е удостоен със званието „доктор хонорис кауза“ на Йейлския университет, на Университета на Мейн и на колежа „Дартмут“. Същото отличие получава от колежа „Бодуин“ през 1950 г., колежа „Хамилтън“ през 1952 г. и Харвардския университет през 1954 г.
През 1963 г. получава Президентски медал на свободата. През 1970 г. получава наградата „Лора Ингълс Уайлдър“, която се присъжда от Американската библиотечна асоциация за изключителни постижения в областта на детската литература. През 1978 г. е отличен и с „Пулицър“ за значим и траен принос в литературата за деца.
Е. Б. Уайт умира вследствие на заболяване от Алцхаймер на 1 октомври 1985 г. в Бруклин, Мейн.

## Произведения

### Самостоятелни романи
- Stuart Little (1945)
Стюарт Литъл, изд. „Фют“ София (2000), прев. Юлия Кенова, Ангелина Жекова
- Charlotte's Web (1952)
Паяжината на Шарлот, изд.: „Скайпринт“, София (2012), прев. Гергана Дечева
- The Points of My Compass (1962)
- The Trumpet of the Swan (1970)

### Разкази
- The Supremacy of Uraguay (1933)
- The Door (1939)
- The Morning of the Day They Did It (1950)
- The Hour of Letdown (1952)

### Сборници
- The Fox of Peapack (1928) – поезия
- The Lady Is Cold (1928)
- The Second Tree from the Corner (1954)
- E. B. White Reader (1966)
- Poems and Sketches of E. B. White (1981) – поезия

### Документалистика
- Is Sex Necessary? (1929) – с Джеймс Търбър
- Ho-hum (1931)
- Another Ho-hum (1932)
- Every Day Is Saturday (1934)
- Quo Vadimus (1939)
- One Man's Meat (1942)
- The Wild Flag (1946)
- The Elements of Style (1959) – с У. Стрънк мл.
- Letters of E. B. White (1978)
- Essays of E. B. White (1978)
- Writings from the New Yorker, 1925-76 (1990)

### Екранизации
- 1954 Armstrong Circle Theatre – ТВ сериал, 1 епизод
- 1954 Omnibus – ТВ сериал, 1 епизод
- 1966 NBC Children's Theatre – ТВ сериал, 1 епизод
- 1966 Jackanory – ТВ сериал, 5 епизода
- 1973 Паяжината на Шарлот, Charlotte's Web – анимационен
- 1973 The Family That Dwelt Apart – късометражен, история
- 1995 Alien Tales – видео игра, по „Паяжината на Шарлот“
- 1999 Стюарт Литъл, Stuart Little
- 2001 Тромпетът на лебеда, The Trumpet of the Swan
- 2002 Стюарт Литъл 2 – по героя на „Стюарт Литъл“
- 2003 Паяжината на Шарлот 2: Голямото приключение на Уилбър – анимационен
- 2003 Stuart Little – ТВ сериал, 3 епизода
- 2003 Стюарт Литъл: Анимационният сериал, Charlotte's Web 2: Wilbur's Great Adventure
- 2005 Стюарт Литъл 3: Зовът на дивото, Stuart Little 3: Call of the Wild
- 2006 Паяжината на Шарлот, Charlotte's Web